# Hugo Vélez
Hugo Vélez (Portoviejo, Provincia de Manabí, Ecuador, 25 de mayo de 1986) es un futbolista ecuatoriano. Juega de mediocampista y su equipo actual es Liga de Portoviejo de la Segunda Categoría de Ecuador.

## Clubes
| Club                 | País    | Año           |
| -------------------- | ------- | ------------- |
| Liga de Portoviejo   | Ecuador | 2005-2009     |
| Universidad Católica | Ecuador | 2010          |
| CD El Nacional       | Ecuador | 2011-2012     |
| Liga de Quito        | Ecuador | 2013          |
| Universidad Católica | Ecuador | 2014          |
| Liga de Portoviejo   | Ecuador | 2014 - 2015   |
| Mushuc Runa S.C.     | Ecuador | 2016          |
| Liga de Portoviejo   | Ecuador | 2017-presente |